# Sequestro Gancia
Il sequestro Gancia fu un sequestro di persona avvenuto in Italia nel 1975 durante gli anni di piombo. Un nucleo armato delle Brigate Rosse sequestrò il mattino del 4 giugno l'industriale Vittorio Vallarino Gancia, figlio del proprietario dell'omonima casa vinicola, al fine di ottenere un riscatto con cui finanziare l'attività dell'organizzazione terroristica per la lotta armata.
Il sequestro si concluse il giorno successivo quando i rapitori incaricati della detenzione dell'ostaggio furono individuati da una pattuglia dei carabinieri che fece irruzione nella cascina Spiotta d'Arzello, vicino ad Acqui Terme, dove era tenuto nascosto Gancia. Lo scontro a fuoco con l'impiego di armi automatiche e bombe a mano causò la morte dell'appuntato dei carabinieri Giovanni D'Alfonso e della terrorista Margherita Cagol, capo del nucleo brigatista e moglie di Renato Curcio, oltre al grave ferimento di altri due carabinieri, tra cui il tenente Umberto Rocca che perse un braccio e un occhio; l'ostaggio venne liberato incolume.
 Il sanguinoso avvenimento, i cui dettagli non sono mai stati precisati completamente, ebbe profonde ripercussioni per la storia delle Brigate Rosse: esacerbò il risentimento e la violenza del gruppo terroristico e segnò il passaggio a una fase più cruenta della lotta armata.

## Storia

### Contesto
Dopo l'evasione di Renato Curcio dal carcere di Casale Monferrato il 18 febbraio 1975 ad opera di un gruppo armato delle Brigate Rosse guidato da Margherita Cagol, moglie del detenuto, l'organizzazione terroristica aveva sviluppato un programma complessivo di ampliamento delle sue strutture dirigenti e di incremento del numero dei militanti e delle basi logistiche. Inoltre il comitato esecutivo, il principale organo di direzione costituito in questa fase da Curcio, la Cagol, Mario Moretti e Giorgio Semeria, aveva promosso anche una nuova elaborazione teorica sugli obiettivi della lotta armata, contenuta nella cosiddetta "Risoluzione della Direzione Strategica" divulgata dalla Brigate Rosse nell'aprile 1975. Nella prima metà del 1975 si alternarono iniziative armate delle Brigate Rosse contro i presunti rappresentanti nazionali dell'ipotizzato progetto di riforma capitalistica da parte del cosiddetto SIM (Stato Imperialista delle Multinazionali), con i nuovi successi delle forze dell'ordine che arrestarono alcuni militanti dell'organizzazione. La situazione politico-sociale italiana rimaneva complessa e carica di spinte estremistiche da parte di importanti minoranze giovanili e operaie; in questo clima le Brigate Rosse poterono contare sull'apporto di nuovi militanti ed estendere la loro presenza territoriale: mentre Renato Curcio ritornò a Milano, la Cagol rimase a Torino e Moretti iniziò a organizzare una nuova colonna a Roma. In questa fase divenne quindi importante per le Brigate Rosse la disponibilità di risorse finanziarie sufficienti a disporre di strutture, armi e materiali e a mantenere in clandestinità un certo numero di militanti.

Margherita Cagol "Mara", moglie di Renato Curcio e dirigente della colonna brigatista di Torino.

Nelle sue memorie Mario Moretti ha descritto le crescenti difficoltà dell'organizzazione per reperire i mezzi finanziari necessari e l'importante impegno operativo richiesto ai militanti per effettuare una serie sistematica di rapine in banche a scopo di autofinanziamento per garantire un regolare afflusso di denaro al Comitato Esecutivo che gestiva queste risorse e distribuiva i quantitativi previsti alle colonne e ai fronti. Per superare almeno momentaneamente queste difficoltà e questa carenza di risorse venne quindi deciso di organizzare un sequestro di persona a scopo di estorsione; come obiettivo venne scelta una nota personalità del capitalismo italiano, il che avrebbe permesso di giustificare anche politicamente un'azione di questo tipo, definendola un esproprio ai capitalisti da parte di una forza rivoluzionaria.

### Il sequestro

Vittorio Vallarino Gancia, amministratore e proprietario della nota ditta viti-vinicola Gancia.

Margherita Cagol, dirigente della colonna torinese, prese l'iniziativa di proporre il sequestro dell'industriale dello spumante Vittorio Vallarino Gancia e agì rapidamente per mettere in atto questa azione. Alcune testimonianze di altri brigatisti, in particolare Giorgio Semeria, hanno riferito di un presunto contrasto tra "Mara", desiderosa di accelerare i tempi e agire rapidamente, e altri dirigenti, in particolare Moretti, più prudenti e attendisti; nelle sue memorie peraltro Moretti non conferma questo contrasto e parla di una sostanziale concordanza di idee con la Cagol e di un accordo all'interno del Comitato Esecutivo sul progetto di sequestrare Gancia. Anche Renato Curcio conferma che la decisione di sequestrare Gancia venne prese di comune accordo tra lui, la Cagol e Moretti durante una riunione nell'aprile 1975, su proposta della colonna torinese. Egli afferma che era intenzione di seguire le modalità operative dei movimenti guerriglieri latino-americani che già da tempo effettuavano rapimenti a scopo di estorsione di finanzieri e industriali per reperire risorse per la lotta armata. Sembra che Gancia venne scelto soprattutto per considerazioni pratiche di natura logistica in quanto si ritenne che l'azione sarebbe stata facile e poco rischiosa in un territorio tra Canelli e Alessandria che i brigatisti conoscevano bene e dove disponevano di strutture di supporto. Si prevedeva di richiedere un riscatto di circa un miliardo di lire e di concludere l'operazione in pochi giorni; Curcio, evaso e ricercato in tutta Italia, venne escluso dal nucleo operativo impegnato nell'organizzazione del sequestro, di cui prese la direzione Margherita Cagol.

Nonostante l'apparente facilità dell'operazione, la colonna torinese commise tuttavia alcuni gravi errori di preparazione, compromettendo fin dall'inizio la riuscita del sequestro. In primo luogo vennero coinvolti nell'azione alcuni militanti inesperti che si dimostrarono impreparati e facilitarono le indagini delle autorità. Soprattutto per la detenzione del sequestrato venne scelta la cascina Spiotta d'Arzello, una costruzione isolata nelle colline del Monferrato molto vicina al luogo del previsto agguato, utilizzata da anni dai brigatisti che erano stati molte volte visti e frequentati dalla popolazione del luogo. Gli abitanti non avevano mai segnalato in passato la presenza di giovani sconosciuti nella cascina ma in caso di eventi criminosi sarebbe stato agevole per le forze dell'ordine raccogliere informazioni sulla presenza di questi estranei.
Vittorio Vallarino Gancia, 42 anni, separato dalla moglie da cui aveva avuto due figli, era l'amministratore delegato e il direttore generale dell'importante ditta vinicola "Gancia" di Canelli, di cui aveva assunto la guida dopo il ritiro del padre Lamberto Gancia. L'industriale viveva da solo in una lussuosa villa con piscina e campi da tennis alla periferia della città; il 4 giugno 1975 alle ore 15:00 lasciò la sua abitazione per recarsi con la sua Alfa Romeo Alfetta alla sede della ditta in corso Libertà a circa un chilometro di distanza. Secondo la testimonianza del giardiniere della villa, Giuseppe Medina, sembra che a circa cento metri dall'abitazione fossero già in attesa, vicino a una Fiat 124 verde e a un furgone, quattro uomini che apparentemente stavano discutendo fra loro come se si fosse verificato un incidente stradale; dopo aver visto passare Gancia sulla sua auto, i quattro risalirono a bordo dei loro autoveicoli e partirono a loro volta a velocità moderata, seguendo l'Alfetta.
Poco più avanti, lungo la provinciale piemontese Cassinasco-Canelli, Gancia venne bloccato da alcuni uomini, apparentemente operai in tuta, che gli fecero cenno di rallentare e poi di fermarsi simulando con transenne la presenza di un'area di lavori in corso lungo la strada. L'industriale quindi si fermò e venne subito tamponato posteriormente dal furgone che lo aveva seguito; uno degli uomini in tuta ruppe il lunotto posteriore dell'Alfetta a colpi di martello, l'auto di Gancia venne aperta, l'industriale venne minacciato con una pistola da un uomo incappucciato, quindi venne tirato fuori dall'auto e fatto salire sul furgone, affiancato da uno dei terroristi. Uno degli uomini prese la guida dell'auto di Gancia e rapidamente i tre autoveicoli, il furgone, la Fiat 124 e l'Alfetta, ripartirono. Secondo Sergio Flamigni i brigatisti che presero parte materialmente al rapimento sarebbero stati cinque tra cui Mario Moretti; tuttavia nelle sue memorie Moretti non fa cenno a una sua partecipazione diretta.
Dopo il sequestro i brigatisti proseguirono senza difficoltà verso la cascina Spiotta d'Arzello, il luogo scelto per la detenzione iniziale del rapito, poco distante da Acqui Terme, mentre il furgone e l'auto di Gancia furono abbandonate a Calamandrana, tra Nizza Monferrato e Canelli. In apparenza tutto si era svolto secondo i piani della colonna torinese e Margherita Cagol e un altro brigatista incaricati di detenere alla Spiotta il sequestrato ritennero che tutto stesse procedendo secondo il programma stabilito. Era già stata preparata la richiesta scritta di riscatto di un miliardo da pagare entro dieci giorni, altri 500 milioni in caso di ritardo della consegna del denaro.

La cascina Spiotta d'Arzello dove le Brigate Rosse avevano trasferito Gancia dopo il sequestro. Il 5 giugno 1975 una pattuglia dei carabinieri raggiunse la cascina.

In realtà un evento fortuito, verificatosi ancor prima del rapimento, e l'incapacità di un militante delle Brigate Rosse avevano già cambiato la situazione e favorito in modo decisivo le indagini e le ricerche delle forze dell'ordine. Alle ore 13, due ore prima del sequestro, due giovani, uno più giovane con gli occhiali e uno con i baffi, alla guida di una Fiat 124 avevano avuto un banale incidente con una Fiat 500 lungo la strada da Canelli a Cassinasco; i due uomini ebbero un comportamento molto accondiscendente, assumendosi la responsabilità dell'incidente e offrendosi di risarcire in proprio e subito il guidatore della Fiat 500, il diciottenne Cesarino Tarditi. Quest'ultimo tuttavia preferì avvertire uno zio, che era il proprietario della Fiat 500, e quindi i carabinieri che si misero quindi alla ricerca degli occupanti della Fiat 124 che, dopo aver rilasciato una dichiarazione scritta di responsabilità, si erano subito allontanati dal luogo dell'incidente. Dopo alcune ore le forze dell'ordine intercettarono la Fiat 124 alla periferia di Canelli: a bordo c'era solo il giovane con gli occhiali che tentò di fuggire a piedi ma dopo un rocambolesco inseguimento venne raggiunto dai carabinieri e trasferito in caserma dove rivelò di chiamarsi in realtà Massimo Maraschi, 22 anni, e rilasciò la sorprendente e inattesa dichiarazione di considerarsi "prigioniero politico". 
Fino a quel momento i carabinieri e la Criminalpol, subito avvertiti del rapimento di Gancia dopo l'allarme diffuso dal guardiano della villa che aveva visto la scena del sequestro, avevano intrapreso una serie di ricerche e organizzato senza successo posti di blocco; l'auto dell'industriale e il furgone dei rapitori erano stati rintracciati, ma gli inquirenti non avevano preso in considerazione la possibilità che le Brigate Rosse fossero responsabili del sequestro. Maraschi con la sua improvvida e intempestiva dichiarazione rivelò la reale identità dei sequestratori. Massimo Maraschi era già indagato da circa un anno dal Nucleo Speciale Antiterrorismo dei carabinieri guidato dal generale Carlo Alberto dalla Chiesa, che ne sospettava l'appartenenza alle Brigate Rosse. Il giovane venne quindi arrestato per detenzione abusiva d'arma, falso e resistenza; inoltre la presenza di un brigatista nei pressi del luogo del rapimento convinse il generale che l'azione fosse opera dell'organizzazione eversiva e che la base dove era detenuto Gancia non potesse essere molto lontana.
I brigatisti della colonna torinese non sembrarono comprendere la pericolosità della situazione: Margherita Cagol informò subito gli altri dirigenti del Comitato Esecutivo dell'incidente e dell'arresto di Maraschi, ma assicurò Curcio e Moretti che la situazione era sotto controllo, che sarebbe stato impossibile agli inquirenti risalire al luogo della detenzione di Gancia e che quindi l'operazione poteva proseguire come stabilito. La mattina del 5 giugno la Cagol telefonò personalmente a Curcio e lo tranquillizzò; essa sembrò calma e determinata; apparve sicura che il sequestro sarebbe proseguito bene. Secondo i piani iniziali era stato previsto che il sequestrato sarebbe stato trasferito in un altro luogo dopo una sosta iniziale alla cascina Spiotta, ma la Cagol considerò che fosse preferibile non spostarlo dopo l'allarme diffuso tra le forze dell'ordine: la brigatista ritenne che la cascina fosse un luogo sicuro e isolato da dove sarebbe stato facile, per la sua collocazione geografica, individuare in anticipo eventuali pattuglie di polizia o carabinieri.

### La "battaglia di Arzello"

#### La ricostruzione dei carabinieri

Il tenente dei carabinieri Umberto Rocca e il maresciallo Rosario Cattafi.

Il tenente dei carabinieri Umberto Rocca, 35 anni, originario di Genova, sposato con un figlio di quattro anni, era il comandante in sede vacante della compagnia di Acqui Terme ed era stato attivato fin dal pomeriggio del 4 giugno da un fonogramma dei carabinieri di Canelli che avvisava del sequestro di Gancia e dell'arresto di un presunto brigatista. Erano stati organizzati posti blocco ed erano iniziati controlli nella campagna circostante alla ricerca del luogo di detenzione dell'industriale rapito. Egli ha rievocato quella giornata: rimase in azione insieme ai suoi uomini anche durante la notte fino alle ore 04.30 del 5 giugno senza trovare traccia dei rapitori. Alle ore 07.00 riprese servizio e, nonostante che quel giorno fosse la festa dell'Arma dei Carabinieri a cui egli avrebbe dovuto partecipare con una sua rappresentanza, dal comando di Alessandria gli venne ordinato invece di riprendere al mattino i rastrellamenti nelle campagne. Alle ore 10.00 egli rientrò in azione, uscendo dalla caserma su una Fiat 127 con targa militare insieme al maresciallo Rosario Cattafi, 50 anni, sposato con quattro figli, e all'appuntato Giovanni D'Alfonso 44 anni, sposato con tre figli. Tutti e tre i carabinieri erano in uniforme.
Secondo il racconto del tenente Rocca, egli non aveva un piano preciso di ricerche, e in un primo tempo si recò, con i due sottoposti, dal Procuratore della Repubblica, Lino Datovo, al quale riferiva quotidianamente i risultati delle indagini; il magistrato era impegnato al telefono ed il tenente parlò prima con il sostituto procuratore e quindi con l'appuntato Pietro Barberis, 50 anni, membro del nucleo di polizia giudiziaria della procura, che si offrì di accompagnare gli altri carabinieri. Il tenente Rocca aveva deciso di ispezionare un castello in rovina, chiamato la Tinazza, situato in cima ad una collina, lungo la strada per Castelletto d'Erro. L'appuntato Barberis, in abiti civili, quindi salì a bordo della Fiat 127 e i quattro carabinieri si recarono prima al castello, dove non trovarono alcuna traccia utile, e quindi in una vicina comunità per tossicodipendenti. Su proposta del maresciallo Cattafi, decisero di controllare altre tre cascine della zona, visibili dal castello. La pattuglia ispezionò due cascine prima di raggiungere la cascina Spiotta d'Arzello.
La cascina Spiotta era raggiungibile in auto deviando a sinistra dalla statale per Savona al bivio per Melazzo; dopo aver percorso un lungo tratto di strada, bisognava girare nuovamente a sinistra e imboccare una stradina impervia e in salita che conduceva ad una collina sulla cui sommità sorgeva la costruzione formata da due blocchi, uno di muri in pietra e uno di mattoni con intonaco bianco, sul davanti si aprivano due porte. Dalla collina, posta in luogo isolato, era possibile controllare ad ampio raggio le colline circostanti del Monferrato. Davanti alla cascina si trovava uno spazio non molto ampio dove c'erano il pozzo e un forno; il viottolo compiva una curva tortuosa prima di raggiungere lo spiazzo ed era visibile dalle due finestre presenti nella costruzione.
Alle 11:30 del 5 giugno 1975 la pattuglia del tenente Rocca, percorrendo lentamente con la Fiat 127 l'angusta stradina, raggiunse la Cascina Spiotta dove apparentemente non c'era segno di vita; l'appuntato Barberis rimase vicino alla Fiat 127 che venne lasciata sul sentiero nei pressi della curva, mentre gli altri tre carabinieri scesero e si avvicinarono alla costruzione. La presenza sotto un porticato di due auto, una Fiat 127 e una Fiat 128, segnalava che probabilmente la costruzione era abitata.

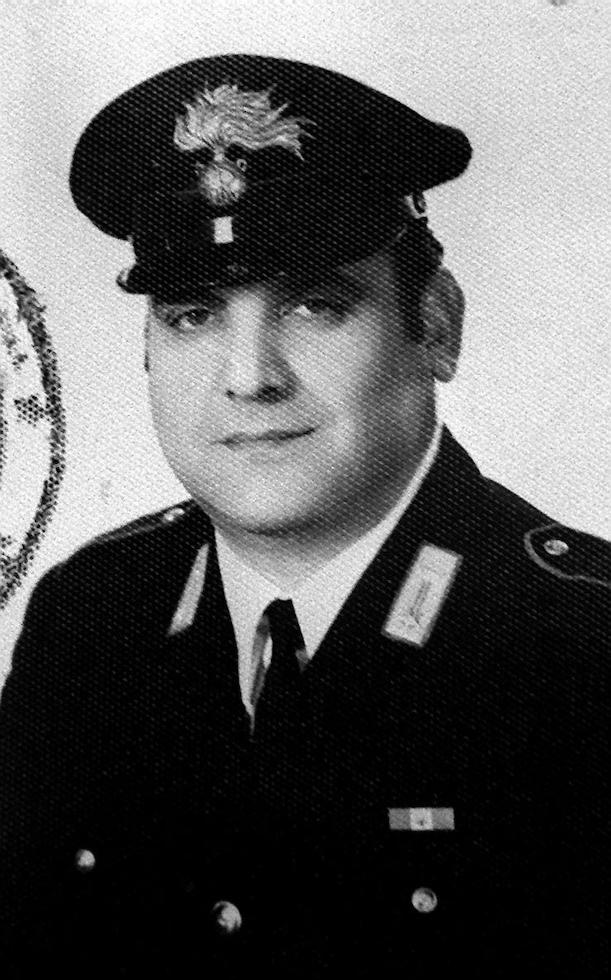
L'appuntato dei carabinieri Giovanni D'Alfonso, mortalmente ferito dai terroristi durante lo scontro a fuoco alla cascina Spiotta.

Il tenente Rocca ricorda che essi non erano particolarmente allarmati e non avevano sospetti precisi; le porte e le finestre della cascina erano sbarrate mentre le auto non erano chiuse a chiave; quindi il tenente in un primo tempo aprì le portiere, controllò le carte di circolazione e poi lasciò all'appuntato Barberis il compito di verificare i nominativi e comunicare i dati via radio alla centrale. Il tenente Rocca, accompagnato dal maresciallo Cattafi, bussò alla porta senza ottenere risposta, quindi si spostò sull'angolo dell'edificio, mentre l'appuntato D'Alfonso rimase vicino al porticato. Dall'interno della costruzione i carabinieri udirono il rumore di una radio e subito dopo il tenente Rocca si avvide che una donna li stava osservando attraverso le persiane di una delle due finestre; l'ufficiale le gridò di scendere e aprire ma la sconosciuta si ritirò subito dalla finestra. Contemporaneamente il maresciallo Cattafi ricominciò a bussare alla porta su cui era presente una targhetta con la scritta "Dottor Caruso"; a questo punto la porta si aprì e si mostrò un giovane dall'apparente età di circa 30 anni, di altezza 1.75 m, di aspetto distinto, con volto scavato, che sembrò irritato dalla vista delle forze dell'ordine e chiese il motivo della loro presenza.
Il tenente Rocca replicò facendo notare che erano carabinieri in divisa e invitando lo sconosciuto ad uscire dall'edificio per un controllo; l'ufficiale era soprattutto attento a osservare la finestra in alto, e fu quindi il maresciallo Cattafi che si avvide per primo che il giovane rimasto sulla porta invece di uscire come ordinato strappava con i denti la sicura di una bomba a mano e la lanciava verso i due carabinieri prima di richiudere subito la porta. La bomba a mano era diretta verso il tenente Rocca che ricorda come, alle grida di allarme del maresciallo, si voltò di scatto e vide un oggetto in volo verso di lui; ebbe solo il tempo di alzare d'istinto l'arto superiore sinistro prima di essere raggiunto dalla deflagrazione. La bomba esplose vicino al gomito, gli amputò istantaneamente il braccio e lo ferì gravemente all'occhio sinistro; l'ufficiale ha raccontato che vide rosso, ma non cadde subito a terra; il calore scaturito dall'esplosione ravvicinata chiuse i vasi sanguigni lacerati e impedì un'emorragia incontrollabile che avrebbe potuto essergli fatale. Il tenente Rocca, con il braccio sinistro devastato ed il volto sanguinante, rimase in piedi e aprì il fuoco in direzione della finestra con la carabina M1 di cui era armato.
Nonostante la massima confusione dopo l'esplosione della bomba a mano, i carabinieri cercarono di reagire: il tenente Rocca in un primo momento, pur gravemente ferito, continuò a dare ordini, mentre il maresciallo Cattafi, leggermente ferito da schegge della bomba a mano, e l'appuntato D'Alfonso aprirono il fuoco. Subito dopo l'esplosione, dalla cascina uscirono di corsa il giovane che aveva lanciato la bomba a mano e una donna che si diressero, sparando con armi automatiche e lanciando un'altra bomba, verso le loro auto sotto il porticato, cercando di fuggire. In questa fase venne raggiunto dal fuoco dei due brigatisti l'appuntato D'Alfonso che tentava di impedire la fuga; nello scontro il carabiniere venne colpito da numerosi proiettili. Nel frattempo l'appuntato Barberis era rimasto accanto all'auto di servizio lungo la stradina; avendo ricevuto in precedenza l'ordine dal tenente Rocca di richiedere rinforzi, egli aveva preferito aspettare la risposta della centrale e non muoversi nonostante avesse udito l'esplosione e gli spari.
Secondo il racconto dell'appuntato Barberis, egli vide improvvisamente arrivare lungo il viottolo le due auto dei terroristi in fuga, la Fiat 127 guidata dall'uomo e dietro la Fiat 128 con a bordo la donna; i due brigatisti aprirono il fuoco non appena videro l'appuntato ma, trovandosi la strada sbarrata dall'automobile dei carabinieri ferma sulla stradina, non poterono proseguire. Per aprirsi una via di scampo, deviarono per la campagna, ma, sotto il fuoco dell'appuntato che aveva iniziato a sparare con la sua pistola d'ordinanza contro le due autovetture, la loro fuga terminò bruscamente. L'auto in testa finì contro un salice, mentre quella guidata dalla donna tamponò a sua volta la Fiat 127. Secondo i ricordi dell'appuntato, i due brigatisti avrebbero in un primo momento tentato ancora di fuggire, uscendo dalle due auto e riprendendo a sparare, ma poi la donna, che sembrava ferita, iniziò a gridare che accettavano di arrendersi e gettò a terra la pistola; anche l'uomo sembrava disarmato.

Gancia dopo la liberazione.

In realtà i due brigatisti fecero un ultimo tentativo di avere la meglio; coperto dalla donna, l'uomo lanciò un'altra bomba a mano contro l'appuntato Barberis, ma il carabiniere non si fece sorprendere, si spostò in avanti, evitò l'esplosione e sparò ancora tre colpi di pistola, colpendo la donna che cadde a terra seriamente ferita. Il giovane invece fuggì verso la vegetazione e si inoltrò nel bosco; l'appuntato Barberis e il tenente Rocca ritengono che la ragazza venne colpita sul fianco mentre si stava girando per fuggire; il carabiniere ha raccontato che, dopo aver recuperato un caricatore della pistola dell'appuntato D'Alfonso, cercò di inseguire il terrorista nella boscaglia ma ben presto ne perse le tracce e fece ritorno alla cascina dove per la prima volta si avvide del drammatico esito dello scontro a fuoco: l'appuntato D'Alfonso giaceva a terra in gravissime condizioni con ferite multiple, le armi erano sparse sul prato, la giovane sconosciuta stava spirando.
Nel frattempo il maresciallo Cattafi si era preoccupato di soccorrere il tenente Rocca in gravi condizioni; il sottufficiale, a sua volta ferito da schegge, sorresse il superiore e lo trascinò lungo il pendio fino alla strada sterrata dove i due carabinieri fermarono l'auto del postino che stava transitando. Il tenente ferito venne caricato sulla macchina e trasportato direttamente all'ospedale di Acqui Terme, mentre il maresciallo Cattafi telefonò da una cascina vicina per allertare il comando e quindi ritornò alla Spiotta quando ormai lo scontro a fuoco era terminato. Intanto sul luogo degli eventi era arrivata l'auto dei carabinieri, richiamata in precedenza dall'appuntato Barberis, con a bordo il brigadiere Lucio Prati e l'autista, carabiniere Regina. Il brigadiere Prati, raggiunta la costruzione, agì con prudenza: i carabinieri spararono alcuni colpi, lanciarono bombe lacrimogene dentro l'edificio e attesero alcuni minuti prima di entrare. All'interno della cascina i carabinieri trovarono nella cucina una branda, due magliette e una bombola di gas, mentre, nella stanza dove si apriva la finestra, su un lato videro una porta angusta: dietro quest'apertura si trovava la prigione dove era stato chiuso Vallarino Gancia. I carabinieri aprirono la porta e liberarono il sequestrato; Gancia, esausto ed emozionato, in piedi, con le mani legate dietro la schiena, accolse con grande sollievo le forze dell'ordine; egli aveva udito i rumori della violenta sparatoria e aveva temuto in un primo tempo che si trattasse di uno scontro tra bande rivali.
La cascina Spiotta venne raggiunta nei minuti successivi da un numero crescente di funzionari, agenti e uomini del nucleo antiterrorismo; i soccorsi sanitari poterono occuparsi dei feriti: l'appuntato Giovanni D'Alfonso, trasportato all'ospedale di Alessandria, apparve subito in condizioni disperate, il maresciallo Cattafi era invece solo leggermente ferito. Il tenente Rocca aveva l'arto sinistro spappolato e l'occhio sinistro colpito; egli non perse conoscenza durante il trasporto, uscì da solo dall'auto del postino e dimostrò anche in ospedale con il personale e con i famigliari, lucidità e fermezza d'animo nonostante le gravissime ferite.
A terra, sul prato della cascina Spiotta, la donna sconosciuta, colpita al braccio, alla schiena e al torace, era ormai deceduta; il corpo venne coperto con un lenzuolo bianco. La giovane indossava blue-jeans arrotolati al polpaccio, un golf bianco, scarpe di corda, aveva una borsa a tracolla; alta circa 1,60 m, al dito anulare della mano sinistra portava un anello con tre piccole pietre. Gli uomini del nucleo antiterrorismo l'identificarono con ragionevole certezza per Margherita Cagol, brigatista ricercata e moglie di Renato Curcio.

#### La ricostruzione dei brigatisti
Il 18 gennaio 1976 i carabinieri del generale dalla Chiesa catturarono nell'appartamento di via Maderno a Milano Renato Curcio e Nadia Mantovani; tra i materiali requisiti nella base brigatista fu rintracciata una copia della relazione scritta personalmente dal brigatista sconosciuto sfuggito alla cattura alla cascina Spiotta sui fatti verificatisi il 5 giugno 1975. Nel documento il terrorista descrive gli eventi con molti particolari fin dal momento in cui egli raggiunse la cascina dove era già presente "Mara" (Margherita Cagol) che apparve nervosa, avendo intercettato attraverso la radio sintonizzata sulle frequenze delle forze dell'ordine le comunicazioni di un'auto dei carabinieri che sembrava in zona.
Secondo il suo racconto, il brigatista appena arrivato si appostò sul primo piano dell'edificio da dove era possibile osservare il territorio a lungo raggio fino alle strade che conducevano a Savona; sul tavolo della stanza era accesa a pieno volume la radio che controllava le comunicazioni dei carabinieri. Dal racconto sembrerebbe che i due brigatisti si avvidero improvvisamente e solo all'ultimo momento dalla comparsa dei carabinieri, il giovane aprì le imposte della finestra e dalle tapparelle scorse i militi quando essi erano già davanti alla porta della cascina. Sconvolto e stupito, avvertì subito la Cagol che, incredula e allarmata, corse a sua volta alla finestra, si sporse per vedere meglio e poi si ritrasse subito, confermando che c'erano tre carabinieri. I due brigatisti erano in preda alla massima agitazione.

Il corpo di Margherita Cagol disteso sui prati intorno alla cascina Spiotta.

Giorgio Bocca evidenzia l'imprudenza e la mancanza di accortezza dei brigatisti: evidentemente nessuno sorvegliava la stradina e i carabinieri arrivarono al porticato senza essere visti nonostante che dalla cascina fosse possibile controllare il terreno fino ad un chilometro di distanza. Anche Mario Moretti nelle sue memorie ammette che i compagni "si erano distratti"; egli afferma che la situazione non sarebbe precipitata se i due si fossero accorti per tempo dei carabinieri e li avessero accolti tranquillamente senza destare sospetti; secondo lui si trattava di controlli casuali e gli uomini delle forze dell'ordine non prevedevano affatto che dentro la cascina fosse nascosto il sequestrato.
In realtà la Cagol era fiduciosa: la cascina Spiotta, isolata sulla collina, forniva un'ottima visuale sulle vallate, e quindi in teoria i due brigatisti avrebbero avuto il tempo di individuare i carabinieri con molto anticipo, in quel caso era previsto che essi abbandonassero incolume Gancia e fuggissero discendendo a piedi il pendio fino ad un viottolo sterrato dove era pronta una macchina. Anche secondo Stefania Podda i brigatisti compirono una serie di errori: ritiene che il giovane si sia addormentato mentre si trovava di guardia alla finestra; inoltre il tronco d'albero che avrebbe dovuto essere sistemato di traverso sulla stradina per guadagnare tempo non era stato posizionato e quindi l'auto dei carabinieri non trovò alcun ostacolo.
Il racconto del brigatista delle fasi successive dell'evento, dopo l'arrivo dei carabinieri alla cascina, continua molto dettagliato: egli e la Cagol cercarono freneticamente di raccogliere armi, munizioni, materiali e documenti, scesero le scale e si avvicinarono alla porta d'ingresso dove rimasero in attesa per alcuni minuti. Il brigatista aveva con sé una carabina M1, una pistola e quattro bombe a mano di tipo SRCM, la donna teneva a tracolla una borsa e un mitra, in mano impugnava una pistola. I due erano incerti sul da farsi: la Cagol voleva correre verso le auto e fuggire, mentre l'uomo avrebbe voluto portare via anche l'ostaggio; per chiarire meglio la situazione il brigatista aprì la porta e si mostrò: vide prima uno e poi altri due carabinieri che lo invitarono ripetutamente a uscire. Egli cercò di guadagnare tempo; i due brigatisti avevano deciso di tentare una sortita lanciando le bombe a mano e aprendosi la via di fuga a colpi di mitra, essi ritenevano che i carabinieri fossero solo tre.
Improvvisamente il brigatista lanciò la bomba a mano che esplose provocando il panico e la confusione; i due terroristi uscirono di corsa e l'uomo lanciò un'altra SRCM mentre si avvicinavano al porticato dove erano parcheggiate le auto; alle loro spalle uno dei carabinieri li stava inseguendo e sparava con la sua pistola. La Cagol e l'altro brigatista si girarono e tirarono contro l'inseguitore; la carabina M1 dell'uomo si inceppò subito e i due utilizzarono le pistole, il carabiniere cadde a terra colpito, la Cagol, secondo il racconto, avrebbe continuato a sparargli ancora; quindi i due arrivarono alle auto e salirono a bordo.

Altra immagine del corpo di Margherita Cagol che permette di individuare la sua posizione rispetto alla cascina Spiotta; a sinistra sono visibili le auto dei brigatisti.

A questo punto il racconto del brigatista sembra lacunoso; Moretti nelle sue memorie ha rievocato altri particolari della parte finale del tentativo di fuga. Margherita Cagol sarebbe stata colpita mentre si avvicinava alle auto dal carabiniere rimasto in attesa sulla stradina; nonostante le ferite riuscì ugualmente a salire in macchina seguita dall'altro brigatista, ma le condizioni della donna erano serie, la Cagol non era in grado di guidare, ne nacque un tamponamento e le due auto finirono fuori strada. In realtà sembra che la Cagol sia stata colpita mentre si trovava all'interno dell'auto; un proiettile, deviato dal sedile, fu ritrovato nel tappetino del guidatore. La brigatista era disarmata; nel tamponamento aveva perso la pistola Browning, mentre il mitra era rimasto dentro l'auto. Il brigatista narra nella sua relazione che i due dichiararono di arrendersi al carabiniere superstite che, molto innervosito, li teneva sotto tiro; questi si trovava in alto e controllava i due terroristi che a braccia alzate erano più in basso sul pendio in mezzo al prato; in realtà l'uomo aveva concordato con la Cagol di lanciare un'altra bomba a mano e provare a fuggire verso il bosco. Il brigatista lanciò la SRCM ma il tentativo fallì: il carabiniere si accorse in tempo e rimase illeso; i due brigatisti tentarono la fuga: l'uomo corse per un tratto sui campi e quindi si gettò nella boscaglia. Egli udì alle sue spalle numerosi colpi di pistola e la Cagol che urlava; da una buca del terreno dove si era riparato osservò che la compagna era a terra a braccia alzate. Egli ritenne di non poter prestare aiuto alla Cagol e, pensando che altre forze dell'ordine fossero in arrivo, decise di continuare a fuggire tra la vegetazione, discendendo il pendio. Moretti ritiene che "Mara", ferita seriamente, non potesse né correre né camminare.
La relazione del brigatista si conclude: egli continuò a fuggire attraverso la campagna per parecchio tempo e giunse dall'"altra parte della collina vicino ad un bosco"; in quel momento sentì altri due colpi di pistola e poi alcune raffiche di mitra; a suo dire erano trascorsi circa cinque minuti dal momento in cui aveva lasciato la cascina. Egli ricorda che in un primo momento pensò che fossero colpi sparati dalla Cagol, in seguito iniziò a credere che fossero i carabinieri e temette per la vita della compagna. Giorgio Bocca ritiene che le raffiche udite dal brigatista fossero opera dei carabinieri che in effetti tirarono contro la cascina e spararono lacrimogeni prima di entrare nell'edificio e liberare Gancia.
Sulla base del racconto del brigatista fuggito dalla cascina Spiotta, le Brigate Rosse contestarono subito la ricostruzione ufficiale degli eventi e accusarono i carabinieri di aver ucciso deliberatamente Margherita Cagol con un colpo mortale al torace dopo che essa si era già arresa ed era seduta a terra. I brigatisti parlarono di una esecuzione da parte delle forze dell'ordine per ira e volontà di vendetta dopo il cruento scontro a fuoco. Renato Curcio ha affermato che "Margherita era seduta con le braccia alzate, le è stato sparato un solo colpo di pistola... il classico colpo per uccidere"; Mario Moretti nelle sue memorie non giunge a conclusioni definitive e considera l'evento in connessione alla situazione reale di quella tragica giornata caratterizzata da paura, confusione, rabbia e morte da entrambe le parti

### Bilancio e conseguenze

Il tenente dei carabinieri Umberto Rocca, rimase gravemente ferito durante lo scontro a fuoco e ricevette la Medaglia d'oro al valore militare. Immagine tratta da un'intervista televisiva di Enzo Biagi all'allora tenente colonnello Rocca.

Nel corso di una conferenza stampa tenuta alla caserma di Acqui Terme le autorità confermarono la versione ufficiale fornita dai carabinieri sulla meccanica degli avvenimenti: i terroristi avevano cercato di fuggire, ingannando i militi, lanciando bombe a mano e sparando; si era combattuta una vera battaglia con morti e feriti, la donna era rimasta uccisa nel conflitto a fuoco mentre tentava di fuggire; venne anche ventilata la possibilità che i due brigatisti avessero cercato di coprire la fuga di un altro militante dell'organizzazione. L'identità della donna era ormai certa grazie alle impronte digitali del cadavere, riscontrate su quelle schedate a disposizione a Roma, e si poté confermare che si trattava di Margherita Cagol, ricercata da tempo e moglie del dirigente brigatista più noto, Renato Curcio; alle ore 17.00 del 6 giugno le sorelle della Cagol, Lucia e Milena, effettuarono il riconoscimento ufficiale del corpo all'ospedale di Acqui Terme. L'autopsia sul cadavere, effettuata dal professor Athos La Cavera dell'Università di Genova, concluse che la Cagol era stata raggiunta da tre colpi: i primi due al braccio e alla schiena e, a distanza di alcuni minuti, il terzo mortale al torace, con direzione dall'ascella sinistra all'emitorace destro.
Non fu invece possibile raggiungere alcuna certezza riguardo all'identità dell'altro brigatista sfuggito alla cattura; in un primo tempo si prospettò la possibilità che si trattasse di Curcio in persona e che la moglie si fosse sacrificata per coprire la fuga del marito; in realtà dalla dinamica dei fatti risultò invece evidente che al contrario era stato l'altro brigatista che aveva tentato di coprire la fuga della Cagol. Le testimonianze concordi di Curcio e di altri militanti hanno sempre escluso la presenza del dirigente brigatista alla cascina Spiotta e il suo coinvolgimento diretto nel sequestro Gancia; egli, essendo evaso da poco, era troppo conosciuto e accanitamente ricercato dalla forze dell'ordine; fu deciso quindi che, per motivi di sicurezza, egli sarebbe rimasto a Milano. Umberto Rocca invece ritiene, come ha riferito nel 2006 nel libro di Stefania Podda, che Curcio fosse coinvolto personalmente nel sequestro anche se al momento dello scontro a fuoco egli verosimilmente non era presente alla cascina Spiotta; Rocca riferisce di aver incontrato, poco prima di raggiungere la cascina, una Fiat 500 che si allontanava verso Melazzo guidata da un uomo che a distanza di tempo egli identificò in Renato Curcio.
L'identità del brigatista presente alla cascina insieme alla Cagol non è mai stata rivelata dagli altri brigatisti ed è rimasta per decenni sconosciuta. Nel 2006 Umberto Rocca ha affermato che lui e l'appuntato Barberis identificarono anche il brigatista presente alla cascina Spiotta accanto alla Cagol. Barberis tuttavia, temendo rappresaglie delle Brigate Rosse, si sarebbe sempre rifiutato di testimoniare contro questo terrorista e anche Rocca dovette rinunciare ad incriminarlo. L'ufficiale dei carabinieri lo descrive come "alto circa 1,77 m, magro, viso affilato, zigomi marcati, sui trent'anni", a giudicare dall'accento, originario di Reggio Emilia. Rocca riferisce anche di aver rivisto il brigatista nel 1978 dopo il suo arresto e di aver avuto conferma del riconoscimento. Nel 2025 vi sono stati sviluppi riguardo all'identificazione del "misterioso" brigatista fuggito incolume: si tratta, per sua stessa ammissione, di Lauro Azzolini.
Nei giorni successivi al tragico scontro a fuoco, si prolungò l'agonia dell'appuntato D'Alfonso, le cui condizioni, nonostante un lungo intervento chirurgico, erano disperate; nella notte tra il 10 e 11 giugno il carabiniere morì. Questo lutto rese ancor più drammatico il bilancio finale della "battaglia di Arzello"; ad Acqui Terme si svolse in un'atmosfera emozionata una manifestazione del comitato permanente antifascista in cui si parlò di "banditi", di "gesta folli e criminali" senza alcuna "rispondenza nella coscienza popolare".
Tutti i carabinieri protagonisti della tragica scontro alla cascina Spiotta vennero decorati: al tenente Umberto Rocca, che nonostante le mutilazioni, avrebbe continuato una carriera "d'onore" nell'Arma congedandosi nel 2007 con il grado di generale di divisione, venne assegnata la Medaglia d'Oro al Valor Militare. Al maresciallo Rosario Cattafi ed, alla memoria, all'appuntato Giovanni D'Alfonso fu conferita la Medaglia d'Argento al Valor Militare; all'appuntato Pietro Barberis, l'unico illeso, la Croce al Valor Militare.

Il magistrato Francesco Coco, ucciso dalle Brigate Rosse insieme ai due uomini della sua scorta a Genova l'8 giugno 1976, a un anno di distanza dalla "battaglia di Arzello" e dalla morte di Margherita Cagol.

Gli eventi della cascina Spiotta e soprattutto la morte di Margherita Cagol suscitarono grande emozione tra i militanti delle Brigate Rosse; Curcio apprese le prime confuse notizie nel pomeriggio del 5 giugno; quando seppe che una giovane sconosciuta era rimasta uccisa capì che si trattava della moglie, l'unica donna del gruppo che aveva sequestrato Gancia. Profondamente colpito dalla notizia, scrisse subito un comunicato commemorativo in cui esaltava Margherita Cagol "Mara", "caduta combattendo", e assicurava che la lotta armata sarebbe continuata "fino alla vittoria" anche per onorarne la memoria e "meditando l'insegnamento politico che ha saputo dare con la sua scelta".
Margherita Cagol era un personaggio di rilievo delle Brigate Rosse; componente del Comitato Esecutivo e tra i membri fondatori del gruppo, aveva dimostrato determinazione e capacità di direzione; godeva di prestigio e considerazione all'interno dell'organizzazione. Nelle loro memorie alcuni importanti brigatisti che ebbero modo di conoscerla, Prospero Gallinari, Mario Moretti e soprattutto Alberto Franceschini, hanno descritto la profonda emozione che provarono alla notizia della sua morte.
A distanza di tempo le Brigate Rosse ricostruirono l'accaduto sulla base della testimonianza del militante fuggito e fornirono, attraverso un documento diffuso sulla stampa clandestina, la loro interpretazione degli eventi. Le Brigate Rosse riconobbero gli errori commessi durante la fase esecutiva del sequestro, la debolezza del nascondiglio alla cascina Spiotta e l'insufficiente attenzione dei militanti incaricati della custodia di Gancia. Nel documento veniva anche criticato l'atteggiamento troppo difensivo dei due brigatisti che invece di "ricercare l'annientamento del nemico", si erano "illusi di potersi defilare". Infine l'organizzazione confermava l'accusa rivolta alle forze dell'ordine di aver ucciso deliberatamente Margherita Cagol, già a terra, ferita e disarmata.
Nel 2006 Rocca ha rievocato la tragica giornata del 5 giugno 1975 in un libro di Stefania Podda; in questa occasione Umberto Rocca ha confermato nel complesso le testimonianze rese al processo, aggiungendo alcuni particolari. Rocca ha narrato del suo incontro, prima di raggiungere la cascina Spiotta, con una Fiat 500 guidata da uno sconosciuto che si allontanava in direzione di Melazzo. Egli ritiene che lo sconosciuto fosse Renato Curcio. Inoltre Rocca ha affermato che lui e l'appuntato Barberis identificarono anche il brigatista presente alla cascina accanto alla Cagol che era sfuggito alla cattura. Barberis tuttavia, temendo rappresaglie delle Brigate Rosse, si sarebbe sempre rifiutato di testimoniare contro questo terrorista e anche Rocca dovette rinunciare ad incriminarlo. L'ufficiale dei carabinieri riferisce di aver rivisto il brigatista nel 1978 dopo il suo arresto e di aver avuto conferma del riconoscimento.
Dopo la conclusione disastrosa del sequestro Gancia, le Brigate Rosse vissero una fase di grande difficoltà organizzativa che si prolungò fino al 1976; altri militanti furono catturati, tra cui Renato Curcio il 18 gennaio 1976 e Giorgio Semeria il 22 marzo 1976. I superstiti, guidati da Mario Moretti, riuscirono tuttavia a promuovere una profonda riorganizzazione del gruppo terroristico, rafforzando soprattutto la struttura logistico-militare, incrementando il numero dei militanti ed estendendo la presenza sul territorio con la costituzione delle colonne di Genova e Roma. Inoltre le Brigate Rosse di Moretti e dei nuovi componenti del Comitato Esecutivo, decisero di accentuare la carica di violenza e di passare decisamente alle azioni cruente dirette contro uomini politici, magistrati, forze dell'ordine, giornalisti.
L'8 giugno 1976 un nucleo armato delle Brigate Rosse portò a termine il sanguinoso agguato di salita Santa Brigida a Genova, uccidendo il magistrato Francesco Coco ed i due uomini della sua scorta. L'imboscata, prevista in origine per il 5 giugno 1976, primo anniversario dei fatti della cascina Spiotta, segnò una svolta della lotta armata: nel documento di rivendicazione i brigatisti ricordarono la morte di Margherita Cagol, parlarono di "memoria prodigiosa" del proletariato e dichiararono minacciosamente che "niente resterà impunito". Si stava per aprire la fase più tragica e dolorosa degli anni di piombo.